# Междуречье (Чувашия)
Междуре́чье (чув. Междуречье) — село Алатырского района Чувашской Республики России. Административный центр Междуреченского сельского поселения.

## Географическое положение
Расположено в 27 км к северу от районного центра Алатыря. Ближайшая железнодорожная станция Алатырь расположена там же. Село находится на обоих берегах реки Ичиксы.

## История
Село возникло около 1624 года, первоначально как Выселок села Ичиксы.
В 1780 году, при создании Симбирского наместничества, село Кладбищи, экономических крестьян, вошла в состав Алатырского уезда. С 1796 года — в Симбирской губернии.
В 1859 году село Кладбище, по почтовому тракту из г. Алатыря в г. Курмыш, находилось в 1-м стане Алатырского уезда Симбирской губернии. Имелось: Церковь православная 1. Ярмарка. Базары.
На 1900 год в с. Кладбищах было два прихода:
Николаевская (православная) церковь
Храм деревянный, построен прихожанами в 1860 г.; престол в нем во имя Святители и Чудотворца Николая. На месте прежнего храма, существовавшего с 1753 г., построена деревянная часовня.
Николаевская (единоверческая) церковь.
Храм деревянный, построен прихожанами в 1877 г. Престол в нем во имя Святителя и Чудотворца Николая.
До 1927 года село относилось к Алатырской волости Алатырского уезда, с 1927 по 1935 годы — Алатырского района. С 1935 по 1956 годы входило в состав Кувакинского района. После его упразднения вновь вошло в Алатырский район Чувашской АССР.
В 1962 г. указом президиума ВС РСФСР село Кладбищи переименовано в Междуречье.

## Население
| 2010 | 2012 |
| ---- | ---- |
| 415  | ↗521 |

Число дворов и жителей:
- 1623—25 гг. — 23 двора, 34 мужчины.
- 1746 год — 609 мужчин.
- 1780 год — 585 ревизских душ[4].
- 1795 год — 110 дворов, 721 мужчина, 712 женщин.
- 1859 год — 301 двор, 1117 мужчин, 1320 женщин[5].
- 1897 год — 572 двора, 1766 мужчин, 1865 женщин.
- 1924 год — 749 дворов, 4000 человек.
- 1939 год — 1402 мужчины, 1803 женщины.
- 1979 год — 517 мужчин, 653 женщины.
- 2002 год — 356 дворов, 626 человек: 289 мужчин, 337 женщин.
- 2010 год — 220 частных домохозяйств, 415 человек: 185 мужчин, 230 женщин.[2]

## Современное состояние
В селе действуют средняя школа, фельдшерско-акушерский пункт, клуб, библиотека, отделение «Почты России».